# Hirdalan
Hirdalan (Azerski: Xırdalan) je naseljeno mjesto u Azerbajdžanu. Hirdalan je središte Apšeronskoga rajona. Prema popisu stanovništva iz 2010. Hirdalan ima 37,949 stanovnika.

## Zemljopis
Hirdalan se nalazi sjeverozapadno od glavnog grada Azerbajdžana, Bakua na poluotoku Apšeronu.

## Vanjske poveznice
|  | Zajednički poslužitelj ima još gradiva o temi Hirdalan |